# Eddie Kirk
Eddie Kirk (* 21. März 1919 in Louisiana; † 27. Juni 1997) war ein US-amerikanischer Country-Musiker. Kirk war vor allem an der Westküste der USA bekannt.

## Leben

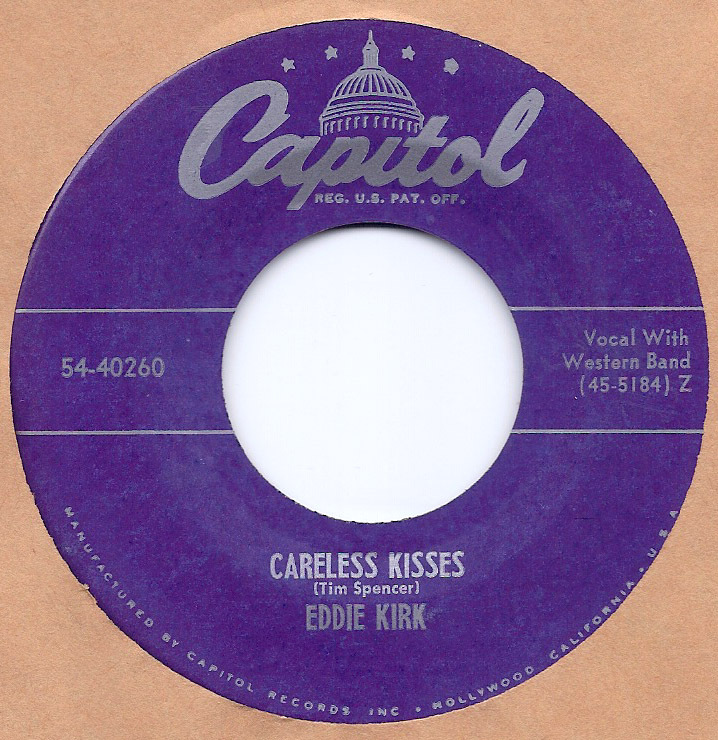
Careless Kisses, 1949

Eddie Kirk stammte aus Louisiana und hatte seinen ersten Radioauftritt 1929 auf KFKA in Greeley, Colorado. Später zog er nach Kalifornien und etablierte sich in den 1940er-Jahren als eine feste Größe in der kalifornischen Country-Szene. In der lebendigen und großen Szene rund um Los Angeles fand er schnell Engagements und unterzeichnete einen Plattenvertrag bei Capitol Records, dem führenden Label an der Westküste. Ende der 1940er-Jahre schafften es Candy Kisses und The Gods Were Angry with Me in die Billboard Country-Charts. Auf seinen Aufnahmen wurde Kirk von den besten Studiomusikern der Szene begleitet, darunter Speedy West (Steel Guitar), Jimmy Bryant (E-Gitarre), Harold Hensley (Fiddle) und Billy Liebert (Akkordeon).
Obwohl Kirk im Plattengeschäft nur begrenzten Erfolg genoss, war er im Radio und Fernsehen umso beliebter. Über KEEN (San José), KFI (Los Angeles) und KXLA (Pasadena) war er regelmäßig im Radio zu hören, zudem war er Ensemble-Mitglied des Hometown Jamborees. Ab Anfang der 1950er-Jahre stand er auf der Bühne der Town Hall Party, die aus Compton im Radio und später auch im Fernsehen übertragen wurde, und leitete die Hausband der Show. 1953 wurde er, nach einem Streit mit dem Management, durch Slim Dossey ersetzt. Ab 1956 war Kirk in einer wesentlich kleineren Country-Show, dem California Hayride, zu sehen. Eddie Kirk ist auf dem Videos "Too Much Sugar For A Dime", "Sweet Temptation" und "Petticoat Fever" (1951) hinter Merle Travis zu sehen.
Eddie Kirk starb 1997.

## Diskografie
| Jahr                  | Titel | #          | Anmerkungen                             |
| --------------------- | --- | ---------- | --------------------------------------- |
| Veröffentlichte Titel | |            |                                         |
| Capitol Records       | |            |                                         |
| 1947                  | Judy / Memories Are My Souvenirs | 40046      |                                         |
| 1948                  | Sad and Blue / Those Dark Clouds Don’t Bother Me | 40069      |                                         |
| 1948                  | What’s Another Heart to You / A Petal from a Faded Rose | 40069      |                                         |
| 1948                  | Born to Lose / How Do You Mend a Broken Heart? | 40116      |                                         |
| 1948                  | Tomorrow the Sun Will Shine Again / A Little White House (With You Inside) | 40127      |                                         |
| 1948                  | The Gods Were Angry with Me / You Little Sweet Little You | 15176      | A-Seite mit Tex Ritter                  |
| 1948                  | No Tears Tomorrow / You Drove Me to Another’s Arms | 15310      |                                         |
| 1949                  | I’ve Lived a Lifetime for You / When My Castles Tumblung Down | 15369      |                                         |
| 1949                  | Candy Kisses / Save the Next Waltz for Me | 15391      |                                         |
| 1949                  | You Can’t Pick a Rose in December / Promise Me | 57-40188   |                                         |
| 1949                  | I'd Rather Hear Most Everything / I Wouldn’t Take a Million | 57-40226   |                                         |
| 1949                  | Blues Stay Away from Me / Philosophy | 57-40254   | mit Merle Travis & Tennessee Ernie Ford |
| 1949                  | Dear Heart and Gentle People / Careless Kisses | 57-40260   |                                         |
| 1950                  | Year of City Living / Away Out on the Mountain | F40285     |                                         |
| 1950                  | The Two Years We Were Married / Unfaithful One | F877       |                                         |
| 1950                  | Four Hearts / Saturday Night Time Blues | F974       |                                         |
| 1950                  | An Armful of Great Heartaches / Sugar Baby | F1048      |                                         |
| 1950                  | Puppy Love / Somebody’s Crying | F1175      |                                         |
| 1950                  | Blue Bonnet Blues / In the Shambles of My Heart | F1287      |                                         |
| 1951                  | My Love for You Rolls On Like the World / Solitary Blues | F1372      |                                         |
| 1951                  | Honey Costs Money / Sowing Teardrops | F1445      |                                         |
| 1951                  | Drifting Texas Sand / Alone | F1591      |                                         |
| 1951                  | Freight Train Breakdown / I’ll Save My Heart for You | F1790      |                                         |
| RCA Victor            | |            |                                         |
| 1952                  | Down South / I’ve Turned a Gadabout | 47-4568    |                                         |
| 1952                  | Stop Your Gamblin' / There’s a Blue Sky Way Out Yonder | 47-4669    |                                         |
| 1953                  | Hit and Run Lover / Five Star President | 47-5149    |                                         |
| 1953                  | Wanderin' Eyes / Country Ways | 47-5287    |                                         |
| 1953                  | Caribbean / As God Is My Witness | 47-5412    |                                         |
| Sonstige Aufnahmen    | |            |                                         |
| 1947                  | - How Do You Mend a Broken Heart (alt. Version) - I Made a Mistake - I Remember That I Love You - Without Your Love (Why I Was Born) - A Year and a Day - Take Me Back - Please Don’t Cry Over Me (Version 1) - In Your Lovely Veil of White | Capitol    | unveröffentlicht                        |
| 1948                  | - Candy Kisses (alt. Version) - The Two Years We Were Married (alt. Version) | Capitol    | unveröffentlicht                        |
| 1949                  | - I Wish I Had Died in My Cradle | Capitol    | unveröffentlicht                        |
| 1950                  | - End of Desire - Please Don’t Cry Over Me (Version 2) - Woman Trouble Blues | Capitol    | unveröffentlicht                        |
| 1953                  | - [unbekannter Titel] | RCA Victor | unveröffentlicht                        |